# Cerrè Marabino

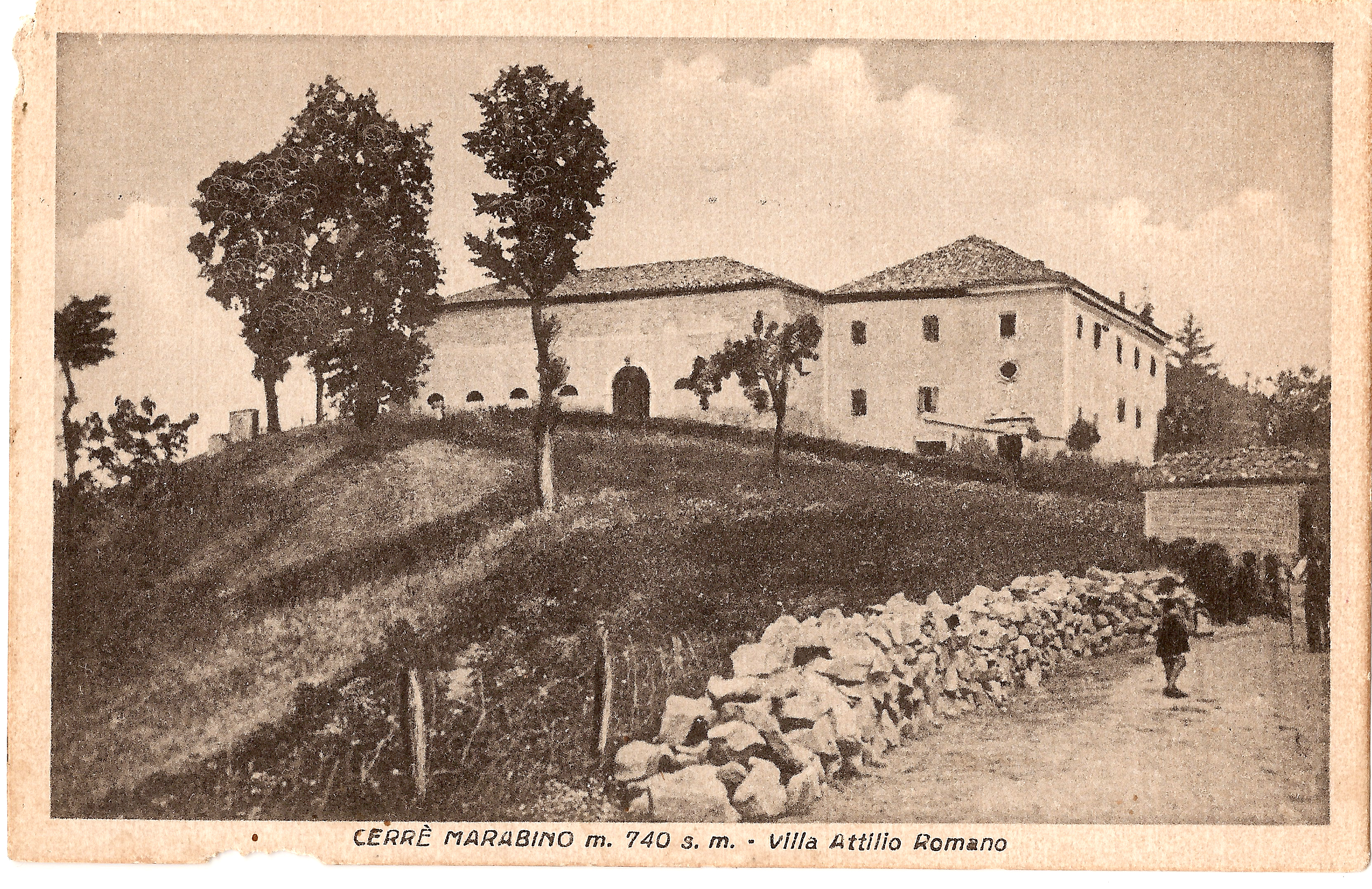
Palazzo Ariosti in una cartolina del 1940

Cerrè Marabino è una frazione del comune di Toano in provincia di Reggio Emilia. I suoi abitanti sono chiamati "cereliani".
Il paese è collocato tra i 600 e i 750 metri s.l.m ed è situato su di un crinale delimitato a nord-est dal fiume Secchia e a sud-ovest dal fiume Secchiello. Fanno parte del paese di Cerrè e della parrocchia le borgate di Casa Alberi, Roncaciso, Vignola, Armignone.

## Storia
Da recenti studi, l'antico nome del paese va ricercato circa il culto della dea Ceres (Cerere). Nel secolo XII cambiò il nome in Cerelio, nel XVI secolo, in Cereto Verabino, fino all'attuale nome Cerrè Marabino. Diventata autonoma già dall'epoca feudale, la frazione compare in un documento datato 1218 del comune di Reggio, quando la città cercava aggregati per il Comune sottoscrivendo un giuramento di fedeltà.
Come i territori circostanti, queste zone hanno avuto nel corso dei secoli svariate civiltà e popolazioni. Dopo i Liguri dei Friniani Verabolensi, popolo di abili guerrieri, le nostre terre vennero assoggettate dai romani, i quali dovettero sudare per domare questi abitanti.
Le truppe capitoline tagliarono castagneti interi e vigneti, deportarono in esilio nel Sannio e sull'Irpinia un buon gruppo di abitanti come attesta lo storico dell'epoca Tito Livio, ricordando la strage della legione con il Console avvenuta nei pressi dell'attuale Monte San Vitale (altura ad est dal Castello di Carpineti) detto a quei tempi Verabolo, fortilizio Ligure assieme a Bismantova e al Verabolino (Cerrè Marabino).
La popolazione lungo il Gabelus (così chiamavano il fiume Secchia i romani) fu latinizzata sotto l'impero, e lo confermano due piccole necropoli scoperte di recente: una nei pressi di Riva di Cavola, e l'altra nei pressi di Fora, dove il Secchiello confluisce nel Secchia.
Dopo l'avvento romano e le invasioni barbariche, ci fu un periodo di dominio bizantino che furono padroni della vallata, nel periodo dell'imperatore Leone l'Isaurico, quando furono cacciati dalla popolazione locale oppressa dal fiscalismo e dall'iconoclastia; fu così che il territorio si assoggettò ai Longobardi nell'VIII secolo.
Nel IX e X secolo furono territori dei Canossa, periodo in cui sorgono Castelli Chiese; Diventata autonoma già dall'epoca feudale, la frazione compare in un documento, datato anno 1218 del comune di Reggio, quando la città cercava aggregati per il Comune sottoscrivendo un giuramento di fedeltà.
Nel 1300 il territorio toanese è feudo dei Fogliani di Reggio che dovettero però cedere il passo agli Estensi nel 1427.
Nel 1621 Attilio Ariosti, un soldato reggiano al servizio del duca Cesare d'Este che si era distinto in una battaglia, venne premiato dal duca Cesare d'Este insediandolo nel paese di Cerrè, che fu smembrato dalla comunità toanese elevandolo così a Contea. Il 1º ottobre 1629 l'Ariosti fu investito della contea di Cerrè Marabino, insediandosi nel palazzo appena costruito in posizione panoramica. Nella seconda metà del XVII secolo il feudo passò nelle mani della nobile famiglia dei Pepoli provenienti da Bologna; e nel 1673 il conte Ugo Giuseppe si vide concedere da Francesco II d'Este il titolo di Marchese di Cerrè Marabino, elevando così il territorio a marchesato. Ai Pepoli succedettero i Maleguzzi, nobile famiglia di Reggio, fino al 1796 con l'avvento napoleonico e la proclamazione della Repubblica Cisalpina. Il palazzo è tuttora esistente e lo si può ammirare purtroppo non nella sua interezza, ma in quello che è rimasto dopo ingiustificati ed incompetenti interventi di ristrutturazione.

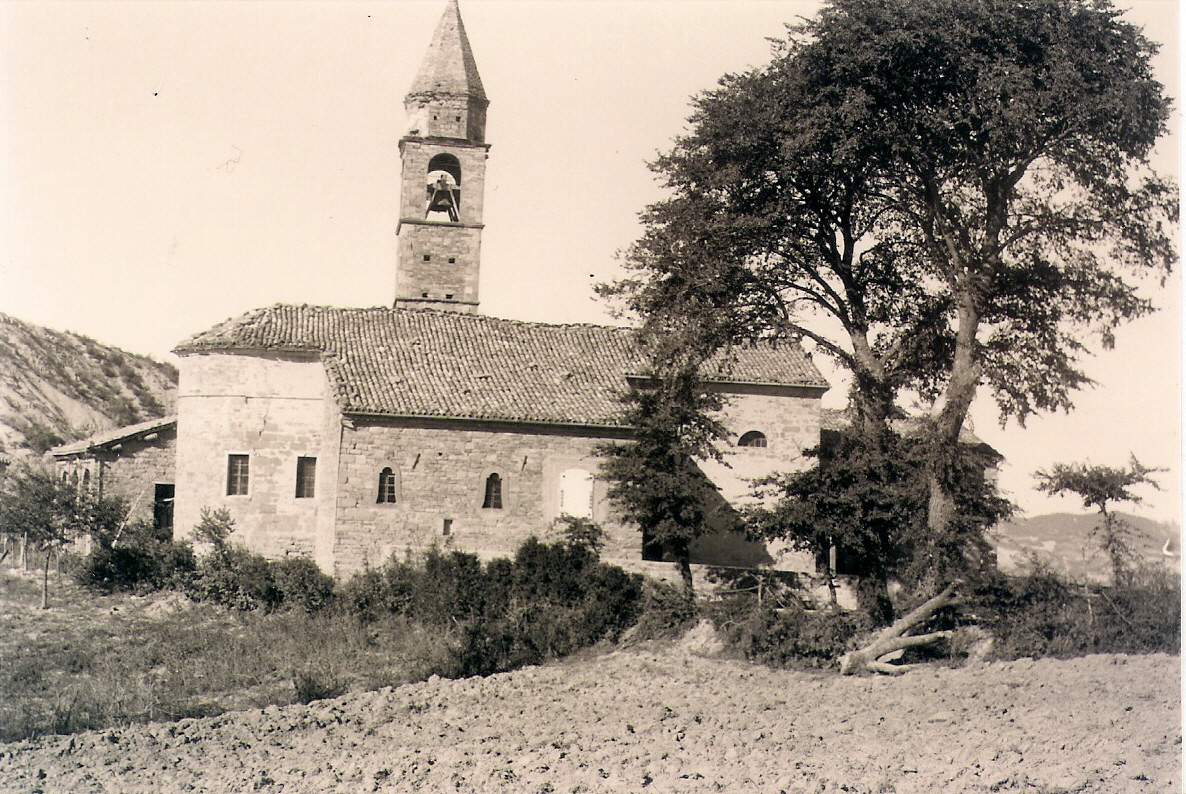
Chiesa alla fine anni '40 del '900. Nell'immagine si può notare l'antico campanile demolito nel 1950 e l'abside seicentesca crollata nel 1967 durante incompetenti lavori di consolidamento statici all'edificio.

Nel 1141 fu consacrata una chiesa dal vescovo di Reggio Alberio poco distante dal luogo, dove sorgeva un'altra chiesa fatta costruire da Matilde di Canossa, distrutta da una frana. L'edificio dedicato a San Prospero è situato alla pendici del paese in una conca dalla quale si può ammirare un bellissimo panorama: a sud la catena degli Appennini dominato dal monte Cusna, a nord la vallata del Secchia con il castello di Carpineti. Totalmente ricostruito nel 1400 in pietre di arenaria squadrate e picchiate, l'edificio, nella sua forma attuale, si presenta imponente e massiccio, con facciata a capanna e con portale e rosone superiore in arenaria scolpita. Nel 1652 il cardinal Rinaldo d'Este in visita pastorale apprezzò la chiesa per le sue pietre squadrate e picchiate, segno di antichità. Una porta laterale con architrave in sasso reca il simbolo del Santissimo Sacramento con la data 1636. Due caratteristiche finestre a "campana" illuminano la sacrestia costruita nei primi del Novecento. A fianco sorge un elegante campanile del XIX secolo che domina tutte le due vallate: costruito in arenaria squadrata all'origine possedeva una cuspide a base ottagonale in mattoni, che slanciava la torre fino a 27 metri; fu demolita negli anni cinquanta perché definita "pericolante". L'interno a navata unica con due cappelle laterali è in stile neoclassico, conserva alcune suppellettili di notevole pregio artistico e storico: tele del Cinquecento e Seicento, un confessionale del Settecento finemente intagliato, pulpito in noce e legno decorato, mobili e paramenti ed argenteria. Da menzionare sono due sportelli in noce intagliato per gli oli santi risalenti al primo Seicento attribuiti ad Antonio Ceccati, capostipite di una famiglia di famosi intagliatori del legno e scultori di pietra della regione.

### Fonti archivistiche
- Archivio di stato estense di Modena
- Archivio curia vescovile diocesi di Reggio Emilia e Guastalla